# Hammerbach (Herzogenaurach)

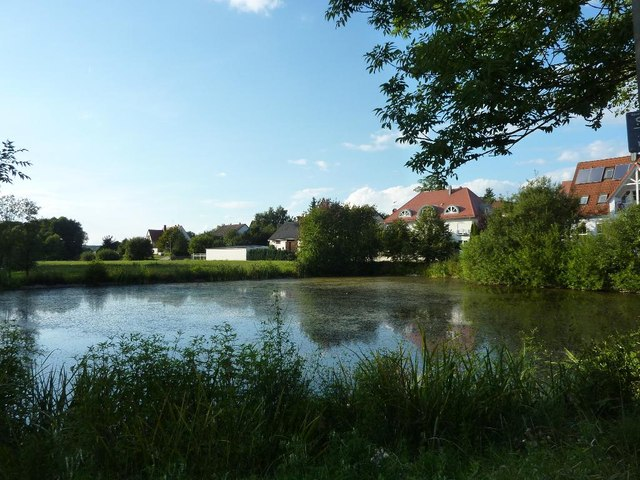
Hammerbach von Norden aus gesehen

Hammerbach ist ein Gemeindeteil der Stadt Herzogenaurach im Landkreis Erlangen-Höchstadt (Mittelfranken, Bayern). Die Gemarkung Hammerbach liegt teils auf dem Gemeindegebiet von Herzogenaurach, teils auf dem Gemeindegebiet von Weisendorf. Sie hat eine Fläche von 7,590 km² und ist in 1367 Flurstücke aufgeteilt, die eine durchschnittliche Flurstücksfläche von 5552,55 m² haben. In ihr liegen neben dem namensgebenden Ort die Gemeindeteile Nankendorf und Welkenbach.

## Geographie
Das Kirchdorf Hammerbach bildet mit dem südöstlich gelegenen Welkenbach eine geschlossene Siedlung, die einen Kilometer nordwestlich von Herzogenaurach entfernt ist Durch den Ort fließt der Welkenbach, ein rechter Zufluss der Mittleren Aurach. Im Westen grenzen das Baiersdorfer Holz und die Hallerweiher an. Ansonsten ist der Ort unmittelbar von Acker- und Grünland mit vereinzeltem Baumbestand umgeben. Im Norden wird das Flurgebiet Am Beutelsdorfer Weg genannt, im Nordwesten Furtäcker, wo sich die Hammerbacher Weiher befinden, im Südwesten Sechs Morgen, dort eine Anhöhe (343 m ü. NHN), und im Südosten Sandleite.
Die Staatsstraße 2263 verläuft über Welkenbach nach Herzogenaurach (2,1 km südöstlich) bzw. über Nankendorf nach Weisendorf (3,7 km nordwestlich). Die Kreisstraße ERH 25 verläuft nach Beutelsdorf (3,2 km östlich). Eine Gemeindeverbindungsstraße führt zur Kreisstraße ERH 13 bei Buch (1,6 km westlich). Durch den Ort verläuft der Fränkische Marienweg.

## Geschichte
1069 wurde der Hammerbach (heute auch Welkenbach genannt) erstmals urkundlich erwähnt. In der Urkunde wurde bestätigt, dass Heinrich IV. dem Hochstift Bamberg einen Wildbann schenkt, dessen Grenze u. a. durch den Hammerbach markiert ist. 1347 wurde schließlich der Ort selbst in einer Urkunde erwähnt, in der der Priester Heinrich Varnpekke dem Nürnberger St. Katharinenkloster ein Eigengut zur Jahrtagsstiftung übergab. Ursprünglicher Lehnsherr von Hammerbach war das Hochstift Bamberg. Grundherr zu dieser Zeit waren die Herren von Maienthal, denen sämtliche Güter westlich des Bachs gehörten, 1422 schließlich auch sämtliche Güter östlich des Bachs. Bereits 1428 waren die Herren von Maienthal gezwungen, ihre grundherrlichen Ansprüche zu verkaufen. Der Besitz fiel größtenteils an Nürnberger Patrizier, vorwiegend an die Rieter von Kornburg. Mit deren Aussterben im Jahr 1753 fiel ihr ursprünglich bambergischer Besitz an das Hochstift Bamberg zurück. Daneben besaß das Nürnberger Heilig-Geist-Spital Zehntanteile im Ort, die durch Konrad Groß, dem Gründer des Spitals, erworben wurden.
Gegen Ende des 18. Jahrhunderts gab es in Hammerbach 26 Anwesen. Das Hochgericht war geteilt. Links des Welkenbachs übte sie das brandenburg-bayreuthische Fraischvogteiamt Emskirchen-Hagenbüchach aus, rechts des Bachs das bambergische Centamt Herzogenaurach. Grundherren waren das Hochstift Bamberg (Amt Herzogenaurach: 6 Halbhöfe, 1 Viertelhof, 2 Tropfhäuser), Brandenburg-Bayreuth (Klosteramt Frauenaurach: 1 Halbhof, 1 Gütlein; Klosteramt Münchaurach: 4 Viertelhöfe, 3 Tropfhäuser), die Reichsstadt Nürnberg (Spitalamt: 2 Halbhöfe, 2 Güter; Landesalmosenamt: 1 Gut), der Nürnberger Eigenherr von Kreß (1 Gut) und der Rat Herzogenaurach (1 Viertelhof). Der Gemeinde unterstand das Hirtenhaus. Die Dorf- und Gemeindeherrschaft wurde von den Grundherren ganerblich im Turnus ausgeübt.
Von 1797 bis 1810 unterstand der Ort dem Justizamt Markt Erlbach und Kammeramt Emskirchen. 1810 kam Hammerbach an das Königreich Bayern. Im Rahmen des Gemeindeedikts wurde 1811 der Steuerdistrikt Hammerbach gebildet, zu dem Beutelsdorf, Mittelmembach, Nankendorf, Obermembach, Reinersdorf, Reuth und Welkenbach gehörten. Sintmann und Mitteldorf wurden bereits 1813 an das Steuerdistrikt Weisendorf abgegeben.
Mit dem Zweiten Gemeindeedikt (1818) wurden die Orte folgenden neu gebildeten Ruralgemeinden zugeordnet:
- Ruralgemeinde Hammerbach mit Nankendorf und Welkenbach
- Ruralgemeinde Reinersdorf mit Neuenbürg und Reuth
- Beutelsdorf an die Ruralgemeinde Haundorf
- Mittel- und Obermembach an die Ruralgemeinde Heßdorf.[10]

Die Gemeinde Hammerbach war in Verwaltung und Gerichtsbarkeit dem Landgericht Herzogenaurach zugeordnet und in der Finanzverwaltung dem Rentamt Erlangen. Am 16. Januar 1825 wurde Reuth nach Hammerbach umgemeindet, am 1. Oktober 1847 wurde die Finanzverwaltung vom Rentamt Herzogenaurach übernommen. Ab 1862 gehörte Hammerbach zum Bezirksamt Höchstadt an der Aisch (1939 in Landkreis Höchstadt an der Aisch umbenannt) und weiterhin zum Rentamt Herzogenaurach (1919 in Finanzamt Herzogenaurach umbenannt, seit 1929: Finanzamt Erlangen). Die Gerichtsbarkeit blieb beim Landgericht Herzogenaurach (1879 in das Amtsgericht Herzogenaurach umgewandelt), seit 1959 ist das Amtsgericht Erlangen zuständig. Bis 1950 hatte die Gemeinde eine Gebietsfläche von 8,800 km². 1956 wurde Reuth nach Weisendorf eingegliedert. Dadurch verringerte sich die Gebietsfläche auf 7,625 km².
1890/91 wurde im Ort die Kapelle St. Elisabeth errichtet, die durch Spenden der Dorfbewohner finanziert wurde. 1912 erhielt der Ort ein Schulhaus, das seit 1993 als Kindergarten genutzt wird.
Am 31. Dezember 1971 wurde die Gemeinde Hammerbach im Zuge der Gebietsreform in Bayern aufgelöst: Hammerbach und Welkenbach wurden in die Gemeinde Herzogenaurach eingegliedert, während Nankendorf nach Weisendorf eingegliedert wurde.

### Baudenkmäler
- Hammerbacher Straße 24: Die mit „1891“ bezeichnete neugotische katholische Ortskapelle wurde nach Plänen von Gustav Haeberle aus Bamberg errichtet. Der kleine Back- und Hausteinbau mit eingezogenem Chor trägt ein Satteldach und einen Giebelreiter mit Spitzhelm.
- Margeritenstraße 1 b: Das aus dem 18. Jahrhundert stammende Wohnstallhaus ist ein eingeschossiger giebelständiger Satteldach-Fachwerkbau, der auf einem Sandsteinquadersockel steht.

Die katholische Ortskapelle St. Elisabeth
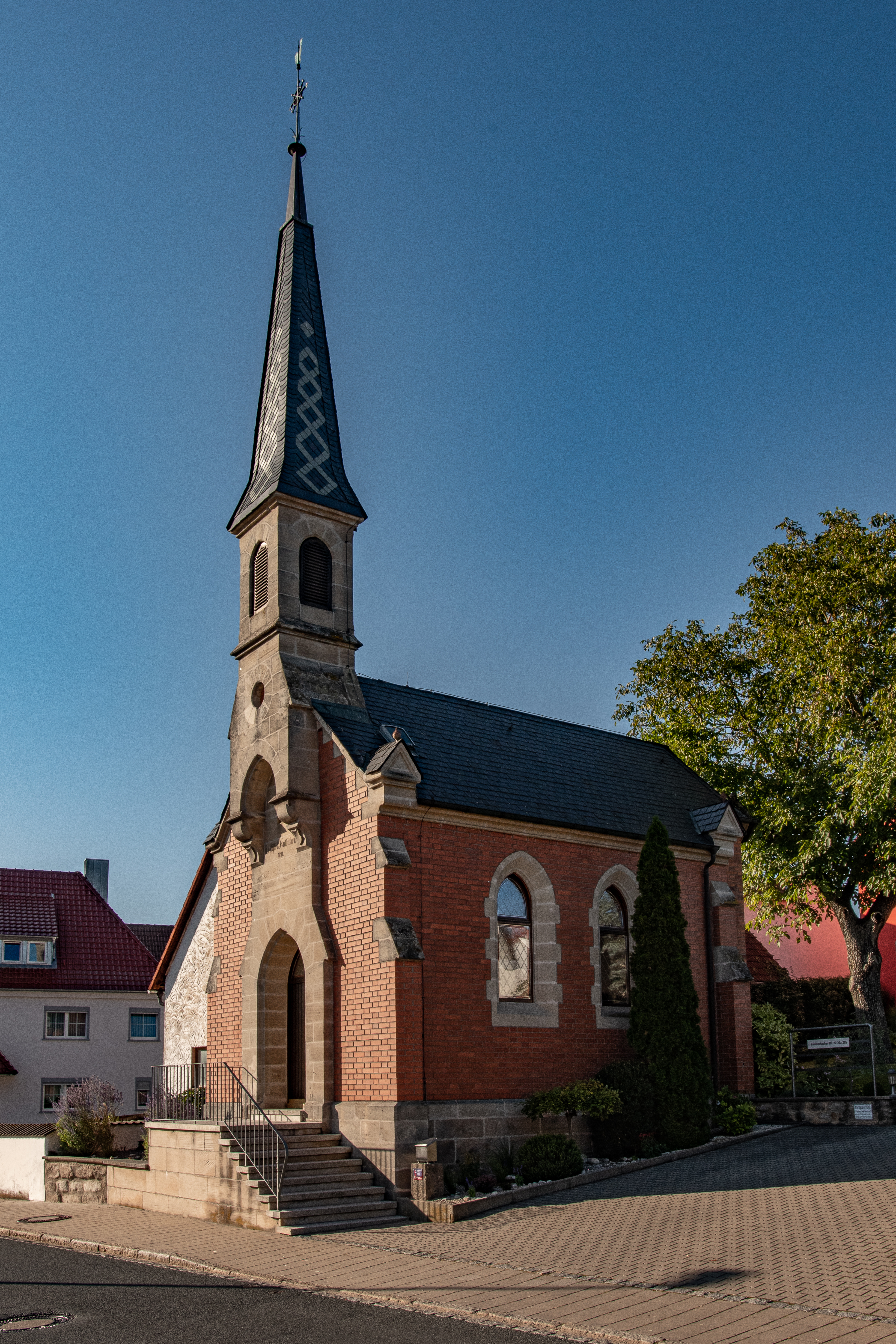
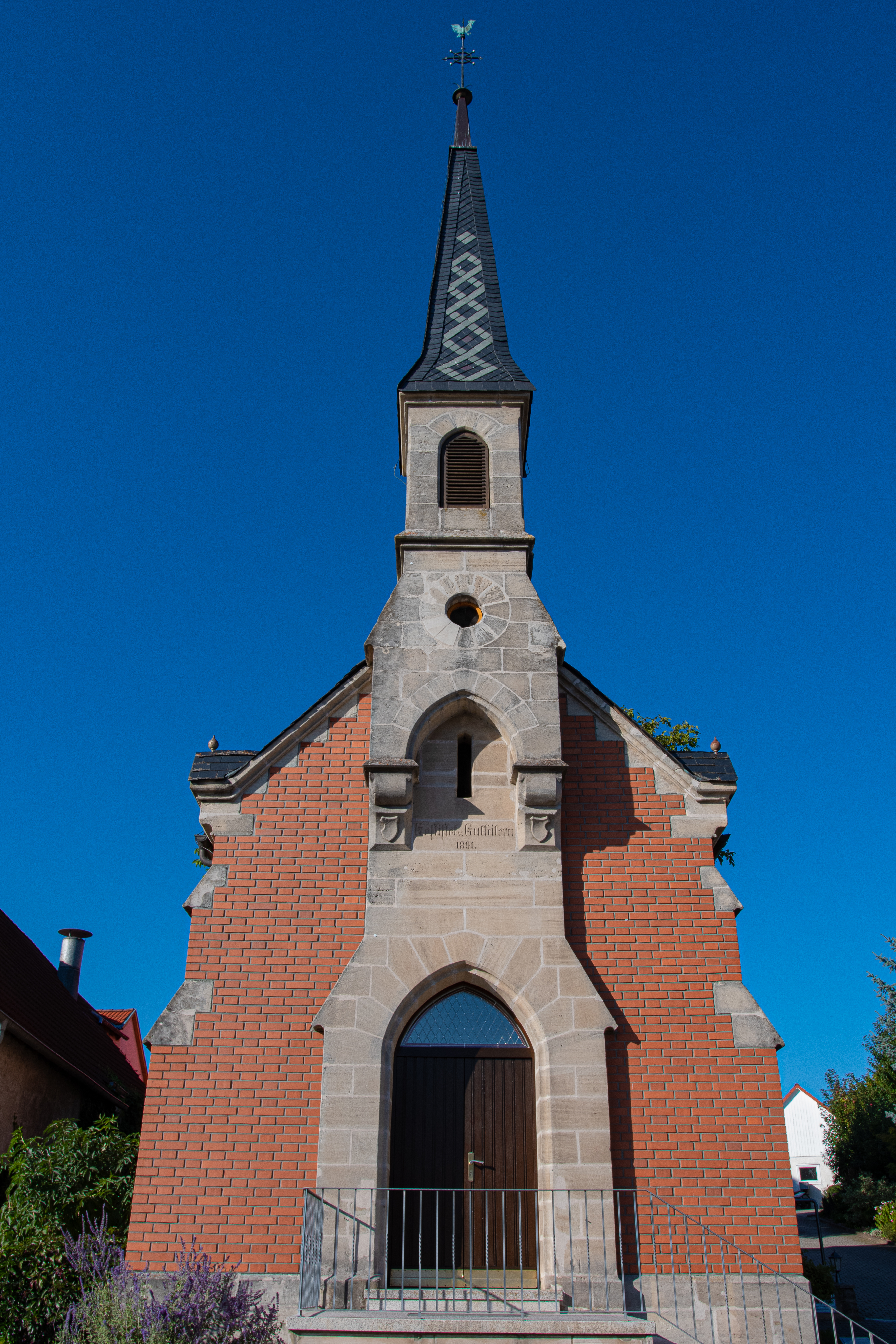

### Einwohnerentwicklung
Gemeinde Hammerbach
| Jahr      | 1818   | 1840   | 1852   | 1855   | 1861   | 1867   | 1871   | 1875   | 1880   | 1885   | 1890   | 1895   | 1900   | 1905   | 1910   | 1919   | 1925   | 1933   | 1939   | 1946   | 1950   | 1952   | 1961   | 1970   |
| Einwohner | 277    | 444    | 457    | 437    | 418    | 397    | 383    | 397    | 396    | 390    | 388    | 379    | 363    | 361    | 375    | 395    | 405    | 413    | 398    | 582    | 572    | 506    | 481    | 497    |
| Häuser    | 42     |        |        |        |        |        | 72     |        |        | 76     | 74     |        | 76     |        |        |        | 76     |        |        |        | 77     |        | 82     |        |
| Quelle    | [ 17 ] | [ 18 ] | [ 18 ] | [ 18 ] | [ 19 ] | [ 20 ] | [ 21 ] | [ 22 ] | [ 23 ] | [ 24 ] | [ 25 ] | [ 18 ] | [ 26 ] | [ 18 ] | [ 27 ] | [ 18 ] | [ 28 ] | [ 18 ] | [ 18 ] | [ 18 ] | [ 12 ] | [ 18 ] | [ 13 ] | [ 29 ] |

Ort Hammerbach
| Jahr      | 001818 | 001861 | 001871 | 001885 | 001900 | 001925 | 001950 | 001961 | 001970 | 001987 | 002007 | 002019 | 002023 |
| Einwohner | 181    | 196    | 188    | 195    | 173    | 196    | 301    | 296    | 329    | 587    | 823    | 811    | 832    |
| Häuser    | 29     |        |        | 36     | 37     | 38     | 38     | 52     |        | 156    |        |        |        |
| Quelle    | [ 17 ] | [ 19 ] | [ 21 ] | [ 24 ] | [ 26 ] | [ 28 ] | [ 12 ] | [ 13 ] | [ 29 ] | [ 30 ] |        | [ 1 ]  | [ 1 ]  |

## Religion
Der Ort ist römisch-katholisch geprägt und war ursprünglich nach St. Magdalena (Herzogenaurach) gepfarrt, seit 1996 ist die Pfarrei St. Otto (Herzogenaurach) zuständig. In der katholischen Kapelle St. Elisabeth in der Ortsmitte werden wöchentlich Gottesdienste gefeiert. Die evangelische Minderheit ist nach Herzogenaurach gepfarrt.